# Jan Schouten (historicus)
Jan Schouten (Rotterdam, 5 januari 1906 - Gouda, 6 juni 1987) was een Nederlandse priester, schilder, museumdirecteur en (kunst)historicus.

## Leven en werk
Schouten werd in 1906 in Rotterdam geboren als zoon van de schipper Adrianus Willem Schouten en Josina Johanna de Jong. Na zijn gymnasiumopleiding in Venlo trad hij in bij de orde van de paters Augustijnen en ging theologie en filosofie studeren in  Nijmegen. Hij werd in 1934 tot priester gewijd en begon zijn loopbaan als godsdienstleraar in Eindhoven. Niet gelukkig met zijn beroepskeuze begon hij een nieuwe beroepsopleiding aan de Academie voor Beeldende Kunst in Tilburg. Hij trad uit zijn kloosterorde en vestigde zich in 1949 als beeldend kunstenaar in Gouda. In 1950 trouwde hij  met Gertrudis Johanna Elisabeth van Luijtelaar. In 1955 maakte hij de overstap naar het conservatorschap van het toenmalige Catharina Gasthuis, het huidige Museum Gouda. In 1956 werd hij benoemd tot directeur van de Stedelijke Musea van Gouda. In 1959 studeerde hij af in de kunstgeschiedenis aan de Universiteit Utrecht, een studie die hij combineerde met zijn baan als museumdirecteur. Zijn interesse voor de iconologie stimuleerde hem bij het schrijven van zijn proefschrift De slangestaf van Asklepios als symbool van de geneeskunde, waarop hij in 1963 promoveerde aan de Universiteit Leiden. Ook de geschiedenis van zijn woonplaats Gouda had zijn bijzondere belangstelling. Hij publiceerde een reeks van boeken over de geschiedenis van Gouda en over bijzondere Gouwenaren. Onder het pseudoniem Jan Hadris schreef hij een detective, met illustraties van zijn hand. Ook schreef hij Oogje zo maar een sprookje. Na zijn pensionering als museumdirecteur keerde Schouten terug naar zijn liefde, het schildersvak.
Schouten was lid van Arti et Amicitiae in Amsterdam. Hij was officier in de Orde van Oranje-Nassau. In 1986 kreeg hij de erepenning van de stad Gouda. Hij overleed in juni 1987 op 81-jarige leeftijd aan een hartaanval in het Bleulandziekenhuis in zijn woonplaats Gouda.

## Beeld van Erasmus

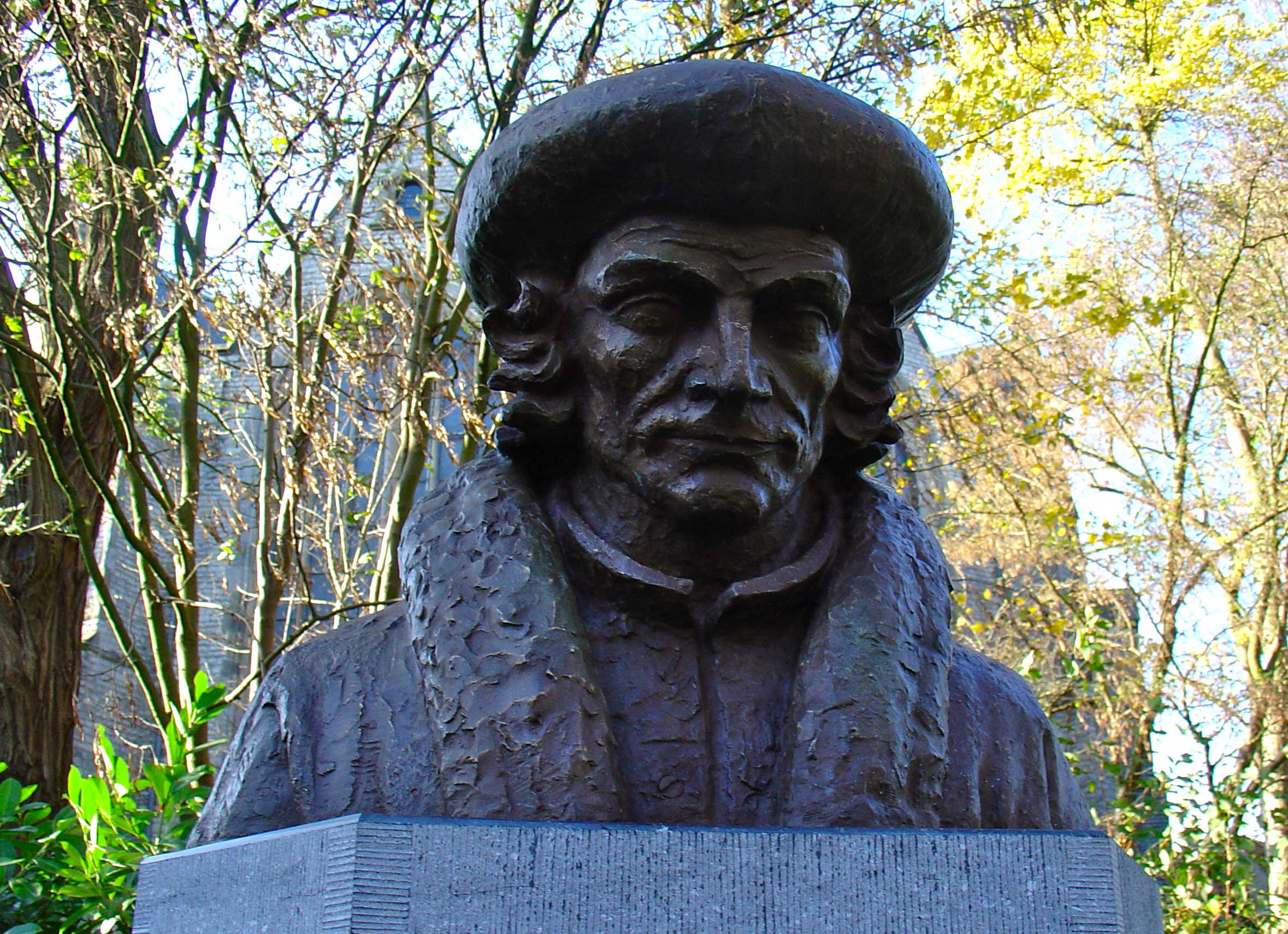
Het door Schouten gevonden beeld van Erasmus

Schouten adviseerde ook musea in Suriname en de Nederlandse Antillen. Tijdens een van zijn reizen ontdekte hij het borstbeeld van Erasmus, gemaakt in 1950 door de beeldhouwer Hildo Krop. Het beeld was ontvreemd uit een museumtuin en deed dienst als vogelverschrikker in de rijstvelden in Suriname. Hij nam het mee terug naar Nederland. Het beeld werd in Gouda eerst bij de Agnietenkapel geplaatst. Sinds 2009 staat het beeld in het Vroesenpark bij de Sint-Janskerk.